# Sand Land
Sand Land (サンドランド, Sando Rando) é uma série de mangá escrita e ilustrada por Akira Toriyama. Foi serializado na revista  Weekly Shōnen Jump da  Shueisha, de maio a agosto de 2000, e teve único volume tankōbon publicado em novembro de 2000. Uma adaptação de filme de anime CGI co-produzida por Sunrise, Kamikaze Douga e Anima foi lançada em agosto de 2023, enquanto uma série original de animação em rede (ONA) começou a ser transmitida mundialmente no9 serviços de streaming Disney + e Hulu em março 2024. Um RPG eletrônico de ação desenvolvido pela ILCA e publicado pela Bandai Namco Entertainment está prevista para ser lançada em abril de 2024.

## História
Depois de suportar anos de catástrofes naturais e de guerra, o mundo ficou sem o seu principal abastecimento de água; o rio que fornecia água ao país secou há muito tempo. Com o ganancioso rei do abastecimento de água pessoal da terra se tornando cada vez mais caro para os cidadãos de Sand Land comprarem, as pessoas começam a roubar umas às outras em busca de água e dinheiro. O xerife Rao, cansado da ganância do rei, pede ajuda aos demônios de Sand Land na busca por um novo abastecimento de água. O príncipe demônio Belzebu e seu amigo Ladrão concordam em se juntar a Rao.
Logo após o início da missão, o carro deles quebra e eles são forçados a roubar um tanque do exército do rei. Isto atrai a ira do rei e ele mobiliza suas forças para detê-los. O xerife Rao, um antigo general lendário do exército do rei, é capaz de lidar rapidamente com todas as tentativas do exército atual de impedir o seu progresso. Ao chegarem ao suposto abastecimento de água no final do leito do rio, agora seco, eles encontram um lago que agora funciona como reserva privada do rei. Com a água selada atrás de uma barragem para dar ao rei o monopólio sobre a água, Rao, os demônios e aqueles que simpatizam com sua causa a destroem. Como resultado, a água foi devolvida ao mundo e o governo opressivo do rei chegou ao fim.

## Produção
Akira Toriyama idealizou Sand Land como uma história curta sobre um velho e um tanque, criada inicialmente para seu próprio entretenimento. Apesar de gostar do conceito, ele enfrentou dificuldades ao desenhar o tanque, já que insistiu em fazer todos os desenhos sozinho. Mesmo frustrado, Toriyama já havia estruturado o enredo em torno do tanque e decidiu continuar com o projeto, mesmo relutante.
Segundo entrevistas posteriores, Toriyama comentou que trabalhar em histórias curtas como Sand Land permitiu maior liberdade criativa, embora o processo fosse desafiador devido ao nível de detalhamento que ele queria alcançar.

##### Mangá
Sand Land (サンドランド Sando Rando) é um mangá de Akira Toriyama, publicado na Weekly Shōnen Jump entre 22 de maio e 28 de agosto de 2000, compilado em um único volume pela Shueisha em novembro de 2000. As 14 capítulos foram compilados em um único volume tankōbon, lançado em 2 de novembro de 2000. Uma edição kanzenban foi publicada em 4 de agosto de 2023, mesma data em que uma versão "totalmente colorida" começou a ser serializada na revista mensal Saikyō Jump, da Shueisha. Essa versão foi concluída na edição de outubro de 2024, lançada em 4 de setembro de 2024.

##### Videogame
Em 2023, o mangá inspirou um jogo de mundo aberto com batalhas de tanques, destacando elementos estratégicos semelhantes a esportes táticos. Ele foi desenvolvido pela ILCA e publicado pela Bandai Namco Entertainment, e usa o Unreal Engine 5. O jogo foi lançado no Japão para PlayStation 4, PlayStation 5, Xbox Series X/S e Windows em 25 de abril de 2024.

##### Anime
Além disso, um filme anime baseado no mangá foi anunciado em 2023, produzido pela Sunrise, Kamikaze Douga e Anima. Estreou em 18 de agosto de 2023, ampliando a popularidade da obra e revelando seu universo visual em um formato animado.